# Casper karácsonya
A Casper karácsonya (eredeti cím: Casper's Haunted Christmas) színes, amerikai DVD-n megjelent 3D-s számítógépes animációs film, amelyet a Harvey Comics és Mainframe Entertainment készített. A videofilmet először 2000-ben mutatták be.

## Szereplők
| Szereplő        | Eredeti hang         | Magyar hang        |
| --------------- | -------------------- | ------------------ |
| Narrátor        | David Kaye           | Maday Gábor        |
| Casper          | Brendon Ryan Barrett | Harsányi Bence     |
| Stretch         | Scott McNeil         | Pusztaszeri Kornél |
| Stinkie         | Terry Klassen        | Szokol Péter       |
| Fatso           | Graeme Kingston      | Orosz István       |
| Holly Jollimore | Tegan Moss           | Kardos Eszter      |
| Kiskölyök       | Ian James Corlett    | Hegedűs Miklós     |
| Noel Jollimore  | Scott McNeil         | Varga Rókus        |
| Carol Jollimore | Kathleen Barr        | Nyírő Bea          |
| Kibosh          | Colin Murdock        | Faragó András      |
| Snivel          | Lee Tockar           | Holl Nándor        |
| Spooky          | Samuel Vincent       | Szvetlov Balázs    |
| Poil            | Tabitha St. Germain  | Szabó Zselyke      |

- További magyar hangok: Hegedűs Miklós

## Utalások
- a Szellem trió (Stretch, Stinkie és Fatso) ajándéklopó-jelenete és a narrátor szövege ráutal Dr. Seuss: A Grincs című mesekönyvére.

## További  információk
- Casper karácsonya a PORT.hu-n (magyarul)
- Casper karácsonya az Internet Movie Database-ben (angolul)
- Casper karácsonya a Box Office Mojón (angolul)